# 阿卜杜勒·阿齐姆沙阿圣陵
阿卜杜勒·阿齐姆沙阿圣陵 (波斯語：‎)，位于伊朗德黑兰省雷伊，是阿卜杜勒·阿齐姆沙阿的陵墓 。阿卜杜勒·阿齐姆沙阿是哈桑·本·阿里·本·阿比·塔利卜的第五代后裔，第九任伊玛目穆罕默德·塔基·贾瓦德的同伴。。他于9世纪在此去世并埋葬于此。
Imamzadeh Tahir（第四任伊玛目阿里·宰因·阿比丁之子)和哈姆扎（第八任伊玛目阿里·礼萨之弟）也埋葬于此。

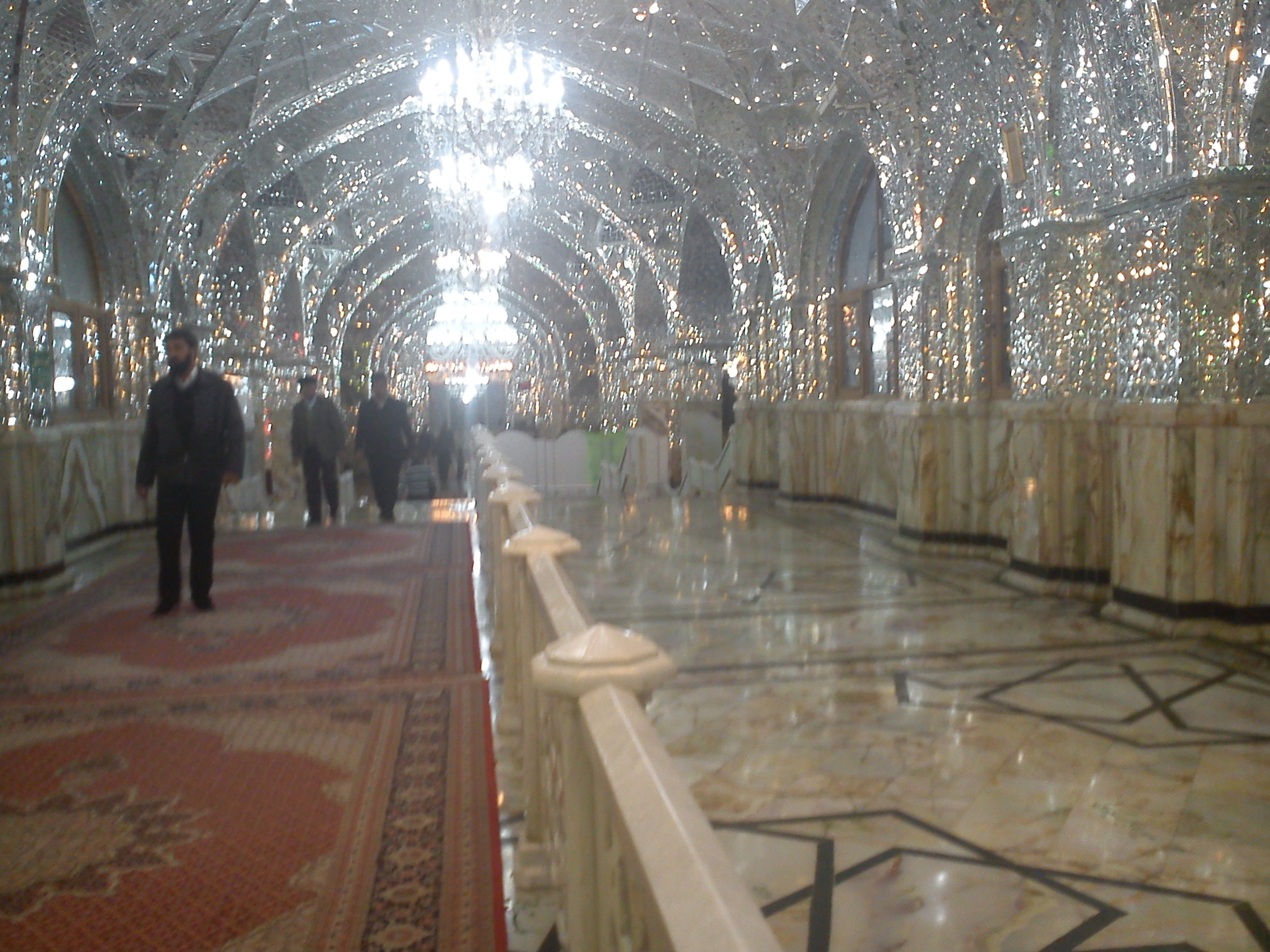
内部